# کشتی گلکسی لیدر
گلکسی لیدر (به انگلیسی:Galaxy Leader) یک کِشتی باری/کانتینری حامل خودرو رول-آن/رول‌آف است که در سال ۲۰۰۲ در استوچنیا گدنیا در گدنیا لهستان ساخته شد. این شرکت متعلق به شرکت حمل و نقل پرتو است، شرکتی که بخشی از آن متعلق به تاجر اسرائیلی رامی اونگار است. این کشتی در سال ۲۰۲۳ میلادی در بحبوحه جنگ اسرائیل و حماس توسط نیروهای انصارالله یمن مورد حمله قرار گرفت.

## ساخت و ساز و شغل
کشتی با شماره یارد ۸۲۱۳/۱ در کارخانه کشتی سازی گدنیا در گدنیا، لهستان، در سال ۲۰۰۲ میلادی ساخته شد. شروع ساخت و ساز حرفه ای در ۵ نوامبر ۲۰۰۱ و آغاز فعالیت در ۱۸ می ۲۰۰۲ انجام شد. کشتی در ۲۶ ژوئن ۲۰۰۲ تکمیل کامل شد. این کشتی یکی از دو کشتی یکسانی است که مانند خودش تولید شده و بعنوان کشتی خواهر گلوبال لیدر به‌طور جهانی شناخته شده‌است. هر دو کشتی توسط شرکت مدیریت کشتی استامکو(Stamco) در پیرئوس، یونان مدیریت می‌شوند. این کشتی در حال حاضر با پرچم اسرائیل در دریای سرخ تردد دارد.

## حمله انصارالله یمن
در ماه مه سال ۲۰۲۳ این کشتی بزرگ توسط نیروهای تکاوری انصارالله یمن یا همان حوثی‌ها مورد حملاتی قرار گرفت؛ پیش از این انصارالله گفته بود که اجازه تردد هیچ کشتی اسرائیلی در دریای سرخ را نخواهد داد! اما کشتی ظاهراً پس از مدت کوتاهی دوباره فعالیت خود را آغاز کرد این ماجرا هنوز کاملاً مشخص نیست.